# 木曽川滑空場
木曽川滑空場（きそがわかっくうじょう）は岐阜県海津市にある場外離着陸場である。木曽川と長良川の背割堤の東側、木曽川右岸河川敷に所在し、主にグライダーの離着陸のために使用されている。

## 概要
1974年、日本学生航空連盟が使用開始。日本学生航空連盟の東海、関西支部におけるグライダーの活動拠点である。

## 施設データ
- 所在地：岐阜県海津市海津町駒ケ江 木曽川右岸河川敷
- 管理者：公益財団法人日本学生航空連盟
- 交信周波数：26.342MHz[1]